# Campeonato Mundial de Piragüismo en Eslalon de 1973
El XIII Campeonato Mundial de Piragüismo en Eslalon se celebró en Muotathal (Suiza) entre el 23 y el 24 de junio de 1973 bajo la organización de la Federación Internacional de Piragüismo (ICF) y la Federación Suiza de Piragüismo.
Las competiciones se realizaron en el canal de piragüismo en eslalon acondicionado en el río Muota.

## Medallistas

### Masculino
| Evento         | Oro | Plata | Bronce |
| -------------- | --- | --- | --- |
| K1 individual  | Norbert Sattler · Austria · 134,6 pts.                                                                                       | Siegbert Horn RDA 137,3 pts.                                                                                         | Wojciech Gawroński · Polonia · 138,3 pts.                                                                 |
| C1 individual  | Reinhard Eiben RDA 269,1 | Karel Třešňák Checoslovaquia 270,1                                                                                   | Udo Müller RDA 284,0                                                                                      |
| C2 individual  | Jiří Krejza Jaroslav Pollert Checoslovaquia 164,0                                                                            | Klaus Trummer Jürgen Kretschmer RDA 168,0                                                                            | Wilhelm Baues Hans-Otto Schumacher RFA 178,1                                                              |
| K1 por equipos | Wolfgang Büchner Siegbert Horn Christian Döring RDA 244,7                                                                    | Jerzy Stanuch · Wojciech Gawroński · Stanisław Majerczak · Polonia · 277,8                                           | Eric Koechlin Michel Magdinier Claude Peschier Francia 308,6                                              |
| C1 por equipos | Jaroslav Radil Karel Třešňák Petr Sodomka Checoslovaquia 291,6                                                               | Reinhard Eiben Peter Massalski Udo Müller RDA 305,0                                                                  | Wolfgang Peters Josef Schumacher Walter Horn RFA 361,2                                                    |
| C2 por equipos | RFA Olaf Fricke / Michael Reimann Karl-Heinz Scheffer / Heinz-Jürgen Steinschulte Wilhelm Baues / Hans-Otto Schumacher 508,5 | Checoslovaquia Josef Havela / Bohumír Machát Antonín Brabec / František Kadaňka Jiří Krejza / Jaroslav Pollert 547,8 | RDA Jürgen Köhler / Hubert Kraeft Peter Grabowski / Josef Raschke Klaus Trummer / Jürgen Kretschmer 558,9 |

### Femenino
| Evento         | Oro                                                            | Plata                                                         | Bronce                                                 |
| -------------- | -------------------------------------------------------------- | ------------------------------------------------------------- | ------------------------------------------------------ |
| K1 individual  | Sybille Spindler RDA 288,4 pts.                                | Maria Ćwiertniewicz · Polonia · 292,4 pts.                    | Martina Falke RDA 295,2 pts.                           |
| K1 por equipos | Candice Clark Louise Holcombe Lynn Ashton Estados Unidos 337,9 | Elisabeth Käser · Danielle Kamber · Eva Karel · Suiza · 360,9 | Sybille Spindler Marion Bauman Martina Falke RDA 369,4 |

### Mixto
| Evento        | Oro                                                | Plata                                                      | Bronce                                                            |
| ------------- | -------------------------------------------------- | ---------------------------------------------------------- | ----------------------------------------------------------------- |
| C2 individual | Carol Knight Dave Knight Estados Unidos 474,1 pts. | Barbara Holcombe Norman Holcombe Estados Unidos 522,0 pts. | Ria van Stipdonk · Peter van Stipdonk · Países Bajos · 590,1 pts. |

## Medallero
| Núm. | País           | Oro | Plata | Bronce | Total |
| ---- | -------------- | --- | ----- | ------ | ----- |
| 1    | RDA            | 3   | 3     | 4      | 10    |
| 2    | Checoslovaquia | 2   | 2     | 0      | 4     |
| 3    | Estados Unidos | 2   | 1     | 0      | 3     |
| 4    | RFA            | 1   | 0     | 2      | 3     |
| 5    | Austria        | 1   | 0     | 0      | 1     |
| 6    | Polonia        | 0   | 2     | 1      | 3     |
| 7    | Suiza          | 0   | 1     | 0      | 1     |
| 8    | Francia        | 0   | 0     | 1      | 1     |
| 8    | Países Bajos   | 0   | 0     | 1      | 1     |
|      | TOTAL          | 9   | 9     | 9      | 27    |